# Чемпіонат світу з легкої атлетики 2019 — стрибки у довжину (чоловіки)

Стрибок Таджея Гейла на 8,69

Змагання зі стрибків у довжину серед чоловіків на Чемпіонаті світу з легкої атлетики 2019 у Досі проходили 27-28 вересня на стадіоні «Халіфа».

## Рекорди
На початок змагань основні рекордні результати були такими:
| WR | Майк Пауелл (USA)           | 8,95 | Токіо | 30 серпня 1991 |
| CR | Майк Пауелл (USA)           | 8,95 | Токіо |                |
| WL | Хуан Мігель Ечеваррія (CUB) | 8,65 | Цюрих | 29 серпня 2019 |

Стрибками на 8,92 (з вітром, що перевищував припустиму норму) у березні та 8,65 у фіналі Діамантової ліги в серпні, кубинець Хуан Мігель Ечеваррія зарезервував статус головного фаворита змагань у Досі.

## Результати

### Кваліфікація
Умови проходження до фіналу: стрибок на 8,15 м (Q) або входження до 12 найкращих за результатом атлетів у обох групах кваліфікації (q).
| Місце | Група | Атлет                       | Результат | Примітки |
| ----- | ----- | --------------------------- | --------- | -------- |
| 1     | A     | Хуан Мігель Ечеваррія (CUB) | 8,40 Q    |          |
| 2     | B     | Джефф Гендерсон (USA)       | 8,12 q    |          |
| 3     | A     | Хасіока Юкі (JPN)           | 8,07 q    |          |
| 4     | A     | Стеффін Маккартер (USA)     | 8,04 q    |          |
| 5     | B     | Рушвал Самааї (ZAF)         | 8,01 q    |          |
| 6     | B     | Еусебіо Касерес (ESP)       | 8,01 q    |          |
| 7     | A     | Мільтіадіс Тентоглу (GRE)   | 8,00 q    |          |
| 8     | B     | Сірояма Сьоутароу (JPN)     | 7,94 q    |          |
| 9     | B     | Тобіас Монтлер (SWE)        | 7,92 q    |          |
| 10    | A     | Луво Маньонга (ZAF)         | 7,91 q    |          |
| 11    | B     | Ван Цзянань (CHN)           | 7,89 q    |          |
| 12    | B     | Таджей Гейл (JAM)           | 7,89 q    |          |
| 13    | A     | Генрі Фрейн (AUS)           | 7,86      |          |
| 14    | B     | Чжан Яогуан (CHN)           | 7,82      |          |
| 15    | B     | Дарсі Ропер (AUS)           | 7,82      |          |
| 16    | A     | Хуан Чанчжоу (CHN)          | 7,81      |          |
| 17    | A     | Андвуелль Райт (TTO)        | 7,76      |          |
| 18    | B     | Цуха Гібікі (JPN)           | 7,72      |          |
| 19    | A     | Ектор Сантос (ESP)          | 7,69      |          |
| 20    | B     | Емільяно Ласа (URU)         | 7,66      |          |
| 21    | A     | Трумейн Джефферсон (USA)    | 7,63      |          |
| 22    | B     | Муралі Срішанкар (IND)      | 7,62      |          |
| 23    | A     | Емануель Арчібальд (GUY)    | 7,56      |          |
| 24    | A     | Генрі Сміт (AUS)            | 7,50      |          |
| 25    | B     | Тайрон Сміт (BER)           | 7,49      |          |
| 26    | B     | Яг'я Беррабах (MAR)         | 7,37      |          |
|       | A     | Лінь Чіахсин (TPE)          | NM        |          |

### Фінал
Фінальні змагання завершилися доволі неочікуваною перемогою Таджея Гейла з феноменальним результатом (8,69), який підняв його на 10 місце в рейтингу стрибунів у довжину за всі часи. Захопивши лідерство у першій спробі стрибком на 8,46, якого йому також би вистачило для перемоги в Досі, ямайський стрибун приголомшив всіх стрибком на 8,69 у четвертій спробі. У фаворита змагань Хуана Мігеля Ечеваррії відповісти більше, ніж на 8,34 не вийшло. Крім того, кубинець пропустив поперед себе олімпійського чемпіона Ріо американця Джеффа Гендерсона.
| Місце | Атлет                       | #1   | #2   | #3   | #4   | #5   | #6   | Результат | Примітки |
| ----- | --------------------------- | ---- | ---- | ---- | ---- | ---- | ---- | --------- | -------- |
| 1     | Таджей Гейл (JAM)           | 8,46 | х    | х    | 8,69 | -    | -    | 8,69      | WL       |
| 2     | Джефф Гендерсон (USA)       | 8,28 | 8,18 | 8,39 | 7,03 | 8,13 | 8,17 | 8,39      | SB       |
| 3     | Хуан Мігель Ечеваррія (CUB) | 8,25 | 8,14 | 8,34 | 8,30 | 7,91 | х    | 8,34      |          |
| 4     | Луво Маньонга (ZAF)         | 8,16 | 8,05 | 8,18 | 8,10 | 8,14 | 8,28 | 8,28      |          |
| 5     | Рушвал Самааї (ZAF)         | 8,11 | 8,15 | 8,23 | х    | х    | 8,06 | 8,23      | SB       |
| 6     | Ван Цзянань (CHN)           | х    | 7,89 | 8,05 | х    | х    | 8,20 | 8,20      | SB       |
| 7     | Еусебіо Касерес (ESP)       | 8,01 | 6,31 | х    | х    | 7,95 | х    | 8,01      |          |
| 8     | Хасіока Юкі (JPN)           | 7,88 | 7,89 | 7,97 | 7,82 | х    | 7,70 | 7,97      |          |
| 9     | Тобіас Монтлер (SWE)        | 7,88 | х    | 7,96 |      |      |      | 7,96      |          |
| 10    | Мільтіадіс Тентоглу (GRE)   | 7,77 | х    | 7,79 |      |      |      | 7,79      |          |
| 11    | Сірояма Сьоутароу (JPN)     | 7,77 | 7,61 | 7,61 |      |      |      | 7,77      |          |
| 12    | Стеффін Маккартер (USA)     | x    | x    | x    |      |      |      | NM        |          |